# Přední Výtoň
Přední Výtoň (en allemand : Vorder Heuraffl) est une commune du district de Český Krumlov, dans la région de Bohême-du-Sud, en République tchèque. Sa population s'élevait à 219 habitants en 2020.

## Géographie
Přední Výtoň se trouve à 4 km au sud de Frymburk, à 24 km au sud-sud-ouest de Český Krumlov, à 45 km au sud-ouest de České Budějovice et à 163 km à l'est-sud-est de Prague.
La commune est limitée par Frymburk au nord, par Lipno nad Vltavou et Loučovice à l'est, et par l'Autriche au sud et à l'ouest.

## Histoire
La première mention écrite du village date de 1377.